# Paul Ricca
Paul Ricca, también conocido como The Waiter -«El camarero»- (1897 – 11 de octubre de 1972), fue un mafioso de Chicago que trabajó como líder nominal o de facto del Chicago Outfit durante cuarenta años.

## Primeros años
Ricca nació en Nápoles, Italia como Felice DeLucia. A los 17 años, Ricca estaba trabajando para el crimen organizado de Nápoles (la Camorra). En 1915, Ricca apuñaló a Emilio Parillo y lo mató. Ricca más tarde pretendía que asesinó a Parillo por romper el compromiso con la hermana de Ricca. En realidad, Ricca mató a Parillo por orden de la Mafia. Después de cumplir dos años en una cárcel italiana, Ricca entonces mató a Vincenzo Capasso, quien había testificado contra él en el juicio de Parillo, degollándolo. 
Después de matar a Capasso, Ricca asumió el nombre de Paolo Maglio y huyó a los Estados Unidos a través de Cuba. El 10 de agosto de 1920, Ricca llegó a la ciudad de Nueva York y americanizó su nombre a "Paul Ricca".

## Ingreso en la mafia
Estando en Cuba, Ricca conoció a Joseph "Diamond Joe" Esposito, un contrabandista de Chicago y restaurador. Después de que Ricca llegara a Nueva York, Esposito se lo llevó a Chicago. Esposito puso a Ricca a trabajar metiendo whisky de contrabando desde Cuba y licor destilado ilegalmente de Kentucky a Chicago. Viendo potencial en Ricca, Esposito lo nombró maitre en el Bella Napoli, restaurante de Esposito en Chicago. Este trabajo fue la fuente del apodo de Ricca, "El camarero". El Bella Napoli era popular entre muchos gánsteres de Chicago, incluyendo el líder de la Banda del Lado Sur (South Side Gang, precursora del Chicago Outfit), Al Capone. Compartiendo varios amigos mutuos entre los gánsteres napolitanos que habían regresado a Italia, Ricca pronto dejó el restaurante y se unió a la Banda del Lado Sur. 

## Trabajando con Capone y Nitti
Ricca ascendió rápidamente por los rangos de la banda, sirviendo frecuentemente como emisario de Capone con las bandas de la Costa Este. Los dos pronto se convirtieron en buenos amigos; en 1927, Capone actuó como padrino en la boda de Ricca. En 1929, Capone y Ricca acudieron a la Conferencia de Atlantic City en Atlantic City, Nueva Jersey, el primer encuentro de las principales bandas criminales en los Estados Unidos. En 1930, Capone envió a Ricca a Nueva York para servir como emisario suyo a negociaciones de paz que pretendían poner fin a la guerra Castellammarese entre las bandas italoestadounidenses neoyorquinas. Con el establecimiento del Sindicato Nacional del Crimen en 1931, el prestigio de Ricca y su visibilidad se incrementaron.
En 1932, Capone fue condenado por delito fiscal y enviado a una prisión federal. El sucesor nominal de Capone fue Frank "The Enforcer" Nitti, con Ricca como segundo jefe. Sin embargo, según el historiador del crimen Carl Sifakis, Ricca fue el auténtico poder en el Outfit ya en 1932, y era el jefe indiscutible de facto para el año 1939. Ricca frecuentemente desobedeció órdenes de Nitti diciendo, "Lo haremos de esta manera. ¡No hay más que hablar!" Además, los líderes del Sindicato emergente, incluido Lucky Luciano, trataron sólo con Ricca, no con Nitti.

## Caso de extorsión de Hollywood
A principios de los años cuarenta, Nitti convenció a Ricca y el resto del liderazgo del Outfit para participar en un plan de extorsión idirigido a los estudios de cine en Los Ángeles, California. El mafioso de Chicago Johnny Roselli ("Handsome Johnny") consiguió controlar al sindicato de proyeccionistas y amenazó a los estudios con huelgas y otros problemas laborales. Para evitar este tipo de problemas, la RKO, la Paramount, la MGM y la 20th Century Fox pagaron varios cientos de miles de dólares al Outfit. Sin embargo, dos hombres del Outfit fueron arrestados por extorsión y acordaron testificar contra el liderazgo del Outfit. En marzo de 1943, Ricca, Nitti, y otros líderes de la mafia fueron acusados de extorsión. 
El 18 de marzo de 1943, Ricca y los líderes del Outfit se encontraron con Nitti. Puesto que el asunto con los estudios de cine fue idea de Nitti, Ricca y los líderes del Outfit exigieron que Nitti se confesara culpable de los cargos de extorsión para salvarlos a ellos de prisión. Aterrorizado ante la perspectiva de prisión debido a su severa claustrofobia, Nitti se pegó un tiro al día siguiente. Ricca ahora se convirtió en jefe oficial del Outfit con Tony Accardo de jefe ejecutivo como segundo jefe. Ricca y Accardo dirigirían el Outfit durante los siguientes 30 años.
Ricca era bastante suave hablando, pero era despiadado como cualquier otro jefe del crimen. Cuando quería eliminar a alguien, decía, "Make-a him go away" (Haced que desaparezca). El historiador del crimen Joe Sifakis lo describió como uno de los gánsteres más estereotípicos nunca producidos por el Outfit de Chicago.

## Condena por extorsión
El 30 de diciembre de 1943 Ricca y sus socios fueron condenados por extorsión y sentenciados a diez años cada uno de ellos en una prisión federal. Ricca comenzó su sentencia en el penal federal de Atlanta, pero pronto presionó para ser transferido a la penitenciaría de Leavenworth en Kansas. El alcalde de Atlanta, supuestamente con prejuicios contra los italianos, había golpeado duramente al mafioso del Outfit Phil D'Andrea, haciendo que Ricca y otros temieran por sus vidas. Después de una serie de contactos, el abogado de San Luis, Misuri Paul Dillon supuestamente ofreció al jefe del consejo de libertad condicional un pago para aprobar la transferencia a Leavenworth del mafioso del Outfit.
En mayo de 1945, contra las recomendaciones de ambos alcaldes, Ricca y otros mafiosos fueron trasladados a Leavenworth. Durante esta época, el Internal Revenue Service (IRS) de los EE. UU., aceptaron un arreglo monetario de Ricca por impuestos atrasados. El 13 de agosto de 1947, después de una semana de deliberación, el consejo de libertad condicional liberó a Ricca y sus coacusados en prisión en libertad condicional. Sin embargo, como una de las condiciones de su libertad fue que Ricca no podía contactar con mafiosos, Accardo reemplazó a Ricca como jefe. Se reconocía, sin embargo, de manera generalizada, que Accardo compartía el poder con Ricca, quien permaneció en segundo plano como un asesor senior. Ninguna gran transacción, y desde luego ningún golpe, tenía lugar sin el conocimiento de Ricca.

## Ricca y Giancana
Cuando empezaron los años cincuenta, Ricca empezó a pasar más operaciones diarias del Outfit a Accardo. Sin embargo, en 1957 Ricca de repente le dijo a Accardo que quería que Sam Giancana, un protegido de Ricca, asumiera la posición de Accardo. Accardo se enfrentaba a cargos por evasión de impuestos y, supuestamente, Ricca quería que desapareciera de la vista del público. Aunque no estaba contento con esta destitución, Accardo lo aceptó, uniéndose a Ricca en su semi-retiro. Sin embargo, se entendía que Giancana tenía que requerir el consentimiento de Accardo y Ricca para todas las grandes transacciones, particularmente los golpes. Permaneciendo en segundo plano, Ricca y Accardo evitaban un encarcelamiento mucho más largo que el de Capone. 
Cuando Ricca envejeció, Accardo empezó a asumir un mayor nivel de decisiones, y al final apartó a Giancana en favor de Sam Battaglia en 1966.

## Últimos años
En 1957, el gobierno federal imputó a Ricca por entrada ilegal en los Estados Unidos bajo el alias "Paul Maglio". Tres años más tarde, el gobierno había localizado al verdadero Paul Maglio en Chicago y ahora lo llevaron a testificar contra Ricca. Aunque el gobierno obtuvo una orden de deportación, fue más tarde revocada. 
En 1959, Ricca fue condenado por evasión fiscal y sentenciado a nueve años en una prisión federal. Después de cumplir 27 meses de su sentencia, Ricca fue liberado. En 1965, Ricca fue de nuevo condenado por delito fiscal. En el juicio, Ricca mantuvo que sus ingresos totales en el año 1963, 80.159 dólares, los ganó con las carreras de caballos. Ricca fue con el tiempo absuelto. 
Ricca murió de un ataque al corazón el 11 de octubre de 1972. Está enterrado en el cementerio Queen of Heaven en Hillside (Illinois)